# مستكشف جسيم المادة المظلمة
مستكشف جسيم المادة المظلمة، أو DAMPE المعروف أيضًا باسم Wukong، هو قمر صناعي للأكاديمية الصينية للعلوم (CAS) تم إطلاقه في يوم 17 ديسمبر 2015. تم إطلاق القمر الصناعي على صاروخ Long March 2D من منصة الإطلاق 603 في مجمع LC-43، المعروف أيضًا باسم موقع الإطلاق الجنوبي، في مركز جيوغوان لإطلاق الأقمار الصناعية. هذا هو أول مرصد صيني للفضاء.
DAMPE هو تلسكوب فضائي يستخدم لاكتشاف أشعة جاما عالية الطاقة والإلكترونات وأيونات الأشعة الكونية، للمساعدة في البحث عن المادة المظلمة. تم تصميمه للبحث عن إشارة التضاؤل غير المباشر لمُرَجَّح المادة المظلمة الافتراضي الذي يسمى جسيمات التفاعل الضعيف الضخمة (WIMPs).
هذا المشروع هو نتيجة للتعاون بين مؤسسات البحث والجامعات في إيطاليا وسويسرا والصين تحت قيادة مرصد الجبل الأرجواني (PMO) التابع للأكاديمية الصينية للعلوم (CAS).

## الأهداف
الأهداف العلمية للمهمة هي:
- البحث ودراسة جزيئات المادة المظلمة عن طريق إجراء عمليات رصد عالية الدقة للإلكترونات عالية الطاقة وأشعة جاما.
- دراسة أصل الأشعة الكونية من خلال مراقبة الإلكترونات ذات الطاقة العالية والنوى الثقيلة في نطاق الطاقة TeV (الكترون-فولط).
- دراسة آليات الانتشار والتسارع للأشعة الكونية من خلال مراقبة أشعة جاما عالية الطاقة.

المشروع هو نتيجة للتعاون بين مؤسسات البحث والجامعات في إيطاليا وسويسرا والصين تحت قيادة مرصد الجبل الأرجواني (PMO) التابع للأكاديمية الصينية للعلوم (CAS). يتم تمويل مهمة DAMPE من قبل مشاريع العلوم والتكنولوجيا ذات الأولوية الاستراتيجية في علوم الفضاء في . CAS المعاهد التي كانت جزءًا من التعاون هي: IHEP (معهد فيزياء الطاقة العالية)، CAS (الأكاديمية الصينية للعلوم)، بكين، الصين؛ IMO (معهد الفيزياء الحديثة)، CAS(الأكاديمية الصينية للعلوم)، لانتشو، الصين؛ NSSC (المركز الوطني لعلوم الفضاء)، CAS (الأكاديمية الصينية للعلوم)، بكين، الصين؛ PMO (مرصد الجبل الأرجواني)، CAS (الأكاديمية الصينية للعلوم)، نانجينغ، الصين؛ USTC (جامعة العلوم والتكنولوجيا في الصين)، خفي، الصين؛ المعهد الوطني للفيزياء النووية (INFN) وجامعة بيروجيا، إيطاليا؛ المعهد الوطني للفيزياء النووية (INFN) وجامعة باري، إيطاليا؛ ؛ المعهد الوطني للفيزياء النووية (INFN) وجامعة ليتشي، إيطاليا؛ قسم الفيزياء النووية والجسيمية DPNC، جامعة جنيف، سويسرا.